# Allophylopsis distincta
Allophylopsis distincta är en tvåvingeart som beskrevs av Tonnoir och Malloch 1927. Allophylopsis distincta ingår i släktet Allophylopsis och familjen myllflugor. Inga underarter finns listade i Catalogue of Life.